# Il tesoro del sole d'oro
Il tesoro del sole d'oro (The Treasure of the Golden Suns) è il film pilota della serie animata DuckTales - Avventure di paperi, trasmesso negli Stati Uniti in syndication il 18 settembre 1987 o nei due giorni seguenti. Fu in seguito diviso in cinque episodi autonomi (reintegrando diverse scene tagliate), che furono trasmessi dal 9 al 13 novembre dello stesso anno. L'edizione italiana del film venne distribuita esclusivamente in VHS nel luglio 1988.

## Trama
Paperino si è arruolato in marina, quindi non potendo lui stesso badare a Qui, Quo e Qua, affida i cari nipotini nelle mani dello Zio Paperone. I tre ragazzi faticano ad abituarsi alle regole di casa de' Paperoni, quando inaspettatamente qualcuno vuole rubare un modellino in legno di un vecchio galeone presente nel museo di Paperone. Un misterioso individuo chiamato El Capitàn, fa evadere di prigione la Banda Bassotti affinché lo aiutino nella realizzazione del piano, ma grazie alla cooperazione fra i nipotini e zio il piano viene sventato e si salverà quella che si scoprirà essere una particolare mappa per un tesoro perduto.
Cuordipietra Famedoro, il rivale di Paperone entra in combutta con El Capitán, tenta in ogni modo di ostacolare i tentativi di recupero di Paperone e dei nipoti.
Il galeone/mappa conduce Paperone nell'immaginario paese di Ronguay, e nel deserto troverà un'antica nave ricca di tesori, che purtroppo dopo un fortissimo nubifragio andrà nuovamente perduta.
Quest'episodio si rifà alle leggende riguardanti ipotetici ritrovamenti di galeoni spagnoli nel sud-ovest dell'America e nel Messico del nord.
Ritornato alla sua magione Paperone assume una tata per i nipotini e fa analizzare l'unico doblone che è riuscito a salvare dal galeone del Ronguay. Viene così a scoprire che è una moneta che proviene dalla Valle del Sole d'Oro. In questo episodio compare per la prima volta Jet McQuack, che accompagnerà Paperone, insieme a Paperino, che ritorna eccezionalmente in questo episodio, in sud America, dove dopo molto penare riescono a ottenere una metà della mappa che serve per raggiungere la Valle.
Paperone viene accompagnato da Qui, Quo, Qua, da Tata e dalla nipotina di lei in un viaggio alla ricerca della seconda metà della mappa, che li porterà addirittura al Polo Sud.
Con le due metà di mappa ora Paperone può raggiungere la Valle del Sole d'oro. Purtroppo per lui deve trovarla il prima possibile in quanto comincia a sviluppare una grave malattia, la febbre dell'oro, che lo porta a star sempre peggio se non raggiunge il dorato obbiettivo che si è prefissato. Quando finalmente riescono a raggiungere la Valle, ecco che rifà la sua comparsa il terribile El Capitán, che rivela di essere alla ricerca di quel tesoro da ben 400 anni. Dopo un duro scontro fra Paperone ed El Capitán la valle andrà distrutta, ma Paperone e tutti i suoi accoliti riescono a fuggire con un grande aereo, il quale, durante l'eruzione che distrugge la valle viene colpito da un getto d'oro fuso che ricopre completamente la fusoliera del velivolo. Passata l'eruzione, il gruppo ritorna nuovamente sul luogo dove prima c'era la valle, e si rende conto che ormai il tesoro è andato perduto, sepolto sotto la montagna. El Capitán, anch'egli sopravvissuto all'eruzione, si rifiuta di rassegnarsi e continua con il suo recupero dell'oro, iniziando a scavare la montagna con le mani. Paperone guarisce e, molto soddisfatto dell'avventura e, con l'aereo coperto d'oro, si ripromette però di non mettersi più alla ricerca di antichi tesori, ma una notizia di Jet su un altro tesoro, fa cambiare idea a Paperone.

## Sviluppo
Prima degli anni '80 la Disney non aveva ancora imposto la propria presenza negli show d'animazione di breve durata - i trenta minuti - fino a quando non vennero realizzate serie come I Gummi e I Wuzzles, ma solo con l'avvento di DuckTales - Avventure di paperi arrivò il primo vero e duraturo successo in questo formato d'intrattenimento.
Inizialmente la serie doveva avere una struttura completamente diversa da quella che ebbe alla fine, ovvero uno show seriale di un'ora di durata, ma grazie alle pressioni di Bob Jacquemin su Michael Eisner fu la prima serie ad essere prodotta in syndication, di breve durata ed eccezionalmente senza la presenza regolare di Paperino, rendendo così Paperone il protagonista della serie e aprendo in seguito la strada ad altre fortunate serie tv che sarebbero state prodotte in anni successivi, come Cip & Ciop agenti speciali, TaleSpin e i due ideali spin off di DuckTales: Darkwing Duck e Quack Pack, per finire Ecco Pippo! e Bonkers, gatto combinaguai..
Il tesoro del sole d'oro fu mandato in onda il 18 settembre 1987 negli Stati Uniti come lungometraggio (con numerose scene tagliate per abbreviare il tutto). In seguito gli episodi andarono in onda singolarmente, in versione integrale. Questi 5 episodi vennero mandati in onda a novembre dello stesso anno.
DuckTales venne prodotto per 4 stagioni, raggiungendo 100 episodi, e il suo successo permise la realizzazione di un lungometraggio con gli stessi protagonisti della serie: Zio Paperone alla ricerca della lampada perduta, uscito nei cinema nel 1990.

## Distribuzione
Il lungometraggio è stato distribuito in home video in diverse occasioni. Negli anni in cui lo show era in programmazione ha avuto una distribuzione in diverse lingue, tra cui italiano (VHS), giapponese (laserdisc), portoghese (VHS) e spagnolo (VHS).
Nel 2006 la Buena Vista Home Entertainment l'ha incluso nel secondo volume della collezione dei DVD destinata al mercato nordamericano (regione 1), che contiene questo film pilota e 19 episodi, mentre nel 2012 è stato incluso nella versione dello stesso DVD destinata al mercato europeo (regione 2), con l'aggiunta delle tracce audio in inglese, tedesco, francese, ed olandese.